# Альварес, Роберто (дипломат)
Роберто Теодоро Альварес Хиль (исп. Roberto Teodoro Álvarez Gil; род. 7 июня 1944, Санто-Доминго) — доминиканский политический и государственный деятель, министр иностранных дел (с 2020).

## Биография
Родился 7 июня 1944 года в Санто-Доминго, Доминиканская Республика.
Окончил Австономный университет Санто-Доминго, где получил докторскую степень в области права, а затем стал посещать Университет Джонса Хопкинса, получив степень магистра международных отношений.
В 1979 году он был направлен в Аргентину в составе Межамериканской комиссии по правам человека. 22 июня 2005 года Альварес был назначен постоянным представителем Доминиканской Республики при Организации американских государств, пробыв на этом посту до 24 сентября 2008 года. Позднее он был назначен представителем организации Amnesty International в Никарагуа и Шри-Ланке.
16 августа 2020 года президент Луис Абинадер назначил его министром иностранных дел Доминиканской Республики.